# Владан Десниця
Владан Десниця (хорв. Vladan Desnica; *17 вересня 1905, Задар — †4 березня 1967, Загреб) — хорватський і сербський письменник.

## Біографія
Батько Д. походив із відомої сербської родини, що відігравала помітну роль у культурному та політичному житті Далмації 19-го і 20-го століть. Мати була з давньої хорватської родини Луковичів.
Д. навчався у школі в Задарі, Спліті та Шибенику. Шкільну освіту завершив 1924 року. Вивчав філософію і право в Загребі та Парижі. По отриманню вищої освіти у 1930-х роках працював у батьковій адвокатській конторі. Видав щорічник Magazin sjeverne Dalmacije (1934). Згодом працював у Державній прокуратурі у Спліті. Після Другої світової війни переїхав до Загреба.
З 1950-х років – на творчій роботі. Один з найвідоміших хорватських письменників другої половини 20-го століття.

## Твори
- Zimsko ljetovanje (Zagreb, 1950)
- Olupine na suncu (Zagreb, 1952)
- Proljeće u Badrovcu (Beograd, 1955)
- Tu, odmah pored nas (Novi Sad, 1956)
- Slijepac na žalu (Zagreb, 1956)
- Proljeća Ivana Galeba (Sarajevo, 1957)
- O pojmovima "tipa" i "tipičnoga" i njihovoj neshodnosti na području estetike (Zagreb, 1957)
- Fratar sa zelenom bradom (Zagreb, 1959)
- Pronalazak Athanatika (časopis Literatura, 1957)
- Izbor pripovjedaka (Zagreb, 1966)
- Sabrana djela Vladana Desnice, I-IV (Zagreb, 1975)